# Збиття Ан-26 під Луганськом
Збиття́ Ан-26 у Луга́нській області — атака 14 липня 2014 року на літак військово-транспортної авіації України Ан-26 Збройних сил України під час війни на сході України.
Незалежне розслідування встановило, що літак було збито на висоті 6500 м зенітним ракетним комплексом «Бук» Збройних сил РФ з російської території.

## Передумови
14 червня 2014 року, за місяць до подій, відбулося збиття Іл-76 у Луганську. Тоді Іл-76 був підбитий при спробі заходу на посадку у Луганський аеропорт.
У липні 2014 року українські війська здійснювали спробу взяти під контроль українсько-російський кордон для припинення постачання зброї та особового складу з Російської Федерації. Для цього українські сили розтягнулися вузькою смугою вздовж кордону і потребували забезпечення провізією, пальним та боєприпасами. Все необхідне їм доставлялося також повітряним способом через десантування вантажів з парашутом.

## Перебіг подій
Військовий транспортний літак Ан-26 прямував до Луганського аеропорту з водою, продуктами харчування для блокпостів та 7 членами екіпажу і одним супроводжуючим на борту.
Зв'язок з літаком зник близько 12:30 за Києвом, — про це повідомив речник штабу Антитерористичної операції Владислав Селезньов. Цю ж інформацію підтвердив і речник РНБО Андрій Лисенко: «Причини втрати зв'язку встановлюються. Ймовірніше за все це збиття. Ведеться пошуково-рятувальна операція».
За уточненими даними на борту було 7 членів екіпажу та 1 супроводжуючий вантажу. Літак доставляв воду та харчі в підрозділи Сухопутних військ ЗСУ, які були відрізані від основних сил і перебували в оточенні у Краснодонському районі Луганської області.
Літак було збито приблизно за 5 км від російського кордону на висоті 6500 метрів. Попередньо вважалось, що  керованою ракетою класу «повітря-повітря».  Незалежний дослідник DajeyPetros, автор блогу Putin@War внаслідок аналізу фото- та відеоматеріалів довів, що літак було збито зенітним ракетним комплексом «Бук» Збройних сил РФ з російської території. 
Унаслідок влучання лівий двигун та електрообладнання відмовили. Частина екіпажу встигла десантуватись, поки командир екіпажу Дмитро Майборода продовжував керувати ураженим літаком, утримуючи його від зривання в штопор, разом із командиром на борту залишився Дмитро Шкарбун. Літак впав поблизу села Давидо-Микільське.
Обидва пілоти загинули, ціною власного життя вони відвели літак від населеного пункту.

### Пошукова операція
Щонайменше одна людина потрапила в полон  — десантник Сергій Мордвинов, що супроводжував вантаж. Його було звільнено 2 вересня, разом з ще 8-ма військовими — про це повідомив штаб АТО.
Бортрадист понад добу виходив до своїх повз ворожі блокпости. Механіка (бортінженера) врятували та вивезли місцеві жителі, він пізніше вийшов на зв'язок.
Щонайменше чотирьох членів екіпажу було врятовано Хмельницьким спецназом під час спецоперації одразу після падіння літака.
Всього загинуло двоє членів екіпажу, їх поховали місцеві мешканці в одній могилі поруч із місцем катастрофи. Пізніше велись перемовини про передачу тіл родинам для перепоховання.

## Втрати
- Дмитро Майборода
- Дмитро Шкарбун

## Вшанування
- 6 грудня 2014 року, у День Збройних сил України, указом Президента України Дмитру Майбороді було посмертно присвоєно Звання Героя України. У повідомленні про нагородження зазначено, що літак Ан-26 14 липня було збито ракетою класу «повітря-повітря»[8].

## У культурі
Документальний фільм «Повітряні захисники» режисерів Дмитра Пономарьова та Руслана Панасюка, що розповідає про екіпаж літака Aн-26, збитого 14 липня 2014 року, посів перше місце серед документальних фільмів на VIII Варшавському фестивалі авіаційних фільмів FlyFilmFestival. Фільм демонструвався у Варшаві в квітні 2017 року. Також покази пройшли у Франції, Німеччині та Австрії.
Сценарій українського художнього фільму «Мати апостолів» базується на катастрофі літака Ан-26.